# Comité Internacional de la Cruz Roja
El Comité Internacional de la Cruz Roja (CICR) es una  organización que tiene la exclusiva misión humanitaria de proteger a las víctimas de la guerra y de la violencia interna, así como de prestarles asistencia. La sede del CICR se encuentra en Suiza, en la ciudad de Ginebra. Desde 1947, funciona en el edificio del antiguo Hotel Carlton; edificio construido en 1876 para albergar el Instituto Nacional de Educación "La Châtelaine", un importante internado escolar.  Ese edificio fue la sede de la Organización Internacional del Trabajo desde 1920 a 1926.
En las situaciones de conflicto armado, dirige y coordina las actividades internacionales de socorro del Movimiento Internacional de la Cruz Roja y de la Media Luna Roja. Procura prevenir el sufrimiento mediante la promoción y el fortalecimiento del derecho y de los principios humanitarios universales. El CICR, nombre recibido en 1876, se constituyó el 17 de febrero de 1863, como "Comité Internacional y Permanente de Socorro a los Militares Heridos en Tiempo de Guerra".
El Movimiento Internacional de la Cruz Roja y de la Media Luna Roja engloba a todas las organizaciones relacionadas con la Cruz Roja y la Media Luna Roja, que son: 
- El Comité Internacional de la Cruz Roja (CICR).
- La Federación Internacional de Sociedades de la Cruz Roja y de la Media Luna Roja (FICR).
- Las Sociedades Nacionales de la Cruz Roja y la Media Luna Roja.

## Organización del CICR
Los órganos directivos del CICR son:
- La Asamblea: compuesta por entre quince a veinticinco personas que son reclutadas por cooptación entre los ciudadanos suizos. Es la máxima autoridad del CICR y su presidente lo es también del CICR.
- El Consejo de la Asamblea: integrado por cinco miembros elegidos por la Asamblea y el presidente del CICR. Actúa entre las sesiones de la Asamblea y se encarga del enlace entre esta y la Directiva.
- La Directiva es el órgano ejecutivo del CICR. Está encargada de ejecutar las decisiones de la Asamblea y de la administración del CICR. Está integrada por el director general y otros tres directores, todos nombrados por la Asamblea.
- La presidencia: compuesta por el presidente y el vicepresidente. El presidente representa a la organización en el ámbito internacional y también se ocupa de la cohesión interna. Recibe la ayuda del vicepresidente.
- La Unidad de Auditoría Interna: órgano de control interno que supervisa de manera independiente y objetiva el desarrollo y la eficacia de la organización.

Según los estatutos del CICR, todos los integrantes de los órganos directivos deben ser ciudadanos suizos.

## Fundadores
Los miembros Fundadores del CICR son:
- Gustave Moynier
- Henry Dunant
- Guillaume-Henri Dufour
- Louis Appia
- Théodore Maunoir

## Presidentes del CICR

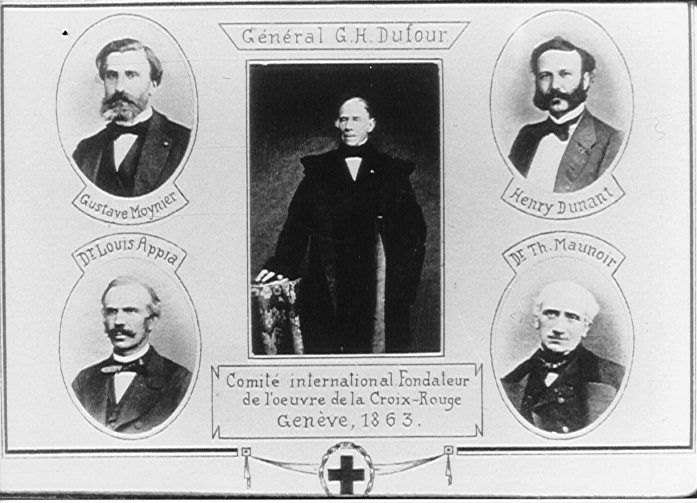
Miembros fundadores del Comité Internacional de la Cruz Roja.

Bandera de la Cruz Roja.

Han sido presidentes del CICR y de la Asamblea las siguientes personas:
- Guillaume-Henri Dufour (primer presidente y presidente honorario), 17 de febrero de 1863- 13 de marzo de 1964
- Gustave Moynier, 1864-1910.
- Gustave Ador, 1910-1928.
- Max Huber, 1928-1944
- Carl Burckhardt, 1944-1948.
- Paul Ruegger. 1948-1955.
- Léopold Boissier, 1955-1964.
- Samuel Gonard, 1964-1969.
- Marcel Naville, 1969-1974
- Eric Martin, 1974-1976.
- Alexandre Hay, 1976-1987.
- Cornelio Sommaruga, 1987-1999.
- Jakob Kellenberger, 2000-2012.
- Peter Maurer, 2012-2022
- Mirjana Spoljaric Egger 1 de octubre de 2022-presente[2]

## Premios y reconocimientos
- El Comité Internacional de la Cruz Roja recibió el Premio Nobel de la Paz en 1901, 1917, 1944 y 1963. El de 1901 fue para el creador de la organización fruto de sus esfuerzos para ayudar a los soldados a no sufrir después de los conflictos. El premio de 1917 se lo dieron por el transporte de soldados heridos a su país a través de Suiza. En 1944 el CICR recibió el Nobel por la cantidad de actividades humanitarias y sus servicios a los prisioneros de guerra. Su último premio recibido fue el de 1963 en conjunto con la Liga de Sociedades de la Cruz Roja en reconocimiento a sus servicios humanitarios durante los cien años desde su fundación.[3]

- Recibió el Premio Balzan en 1996.

- En 2013, recibió el Premio Internacional Jaime Brunet a la promoción de los derechos humanos.[4][5][6]

### Observador Permanente ante la Organización de las Naciones Unidas
El martes 16 de octubre de 1990, la Asamblea General de las Naciones Unidas decidió invitar al CICR a participar en calidad de observador en sus sesiones y tareas. Efectivamente, la Asamblea aprobó sin votación un proyecto de resolución respaldado por 138 de los 159 Estados miembros de la ONU, otorgando al CICR el estatuto de observador.
El texto de la resolución es el siguiente:

La Asamblea General,  

Recordando los mandatos conferidos al Comité Internacional de la Cruz Roja por los Convenios de Ginebra de 12 de agosto de 1949,
Considerando el papel especial desempeñado con arreglo a ellos por el Comité Internacional de la Cruz Roja en las relaciones humanitarias internacionales,
Deseosa de promover la cooperación entre las Naciones Unidas y el Comité Internacional de la Cruz Roja,
1. Decide invitar al Comité Internacional de la Cruz Roja a participar en los períodos de sesiones y la labor de la Asamblea General en calidad de observador;
2. Solicita al secretario general que adopte las medidas necesarias para aplicar la presente resolución.

 

La inclusión en el orden del día de la cuestión de la atribución del estatuto de observador al CICR fue solicitada por los representantes permanentes de 21 países, en carta fechada el 16 de agosto de 1990 y dirigida al secretario general de las Naciones Unidas. A esta se adjuntó un memorando explicativo (Doc. A/45/191), así como el proyecto de resolución precitado.
El proyecto de resolución fue presentado a la Asamblea General reunida en sesión plenaria por Vieri Traxler, representante permanente de Italia ante la ONU, que explicó la iniciativa, motivada por un precedente histórico: la presencia de Henry Dunant, fundador de la Cruz Roja, en Solferino. En nombre de los coautores, el embajador Traxler rindió homenaje a la Institución por su importante contribución a la codificación, el desarrollo y la aplicación del derecho internacional humanitario, así como por su cometido de intermediario neutral e imparcial, consagrado a la promoción de los ideales humanitarios. Después, propuso a la Asamblea que atribuya el estatuto de observador al Comité Internacional de la Cruz Roja como reconocimiento por su impresionante labor en favor de la humanidad.
Cabe recordar aquí que varios Estados y otras organizaciones, especialmente organismos internacionales regionales o especializados, se benefician del estatuto de observador ante las Naciones Unidas, pero es la primera vez que este se otorga a una Institución que no es una organización gubernamental. A este respecto, el embajador Traxler declaró que, según los coautores de la propuesta, esta atribución no debe considerarse como un precedente, sino que, así, se pone de relieve el especial cometido que la comunidad internacional asigna al CICR y los cometidos que se le confieren en los Convenios de Ginebra, que hacen del Comité Internacional una Institución única en su género, por su índole y su estatuto.
Varios oradores, especialmente los representantes de la India, Pakistán y los Estados Unidos, se expresaron en este sentido.
El presidente del CICR, Cornelio Sommaruga, declaró: “La admisión del CICR como observador ante las Naciones Unidas es un importante reconocimiento del papel de la Institución en el plano internacional”. Mediante esta decisión, la Asamblea General de las Naciones Unidas ha reafirmado los cometidos del CICR y los principios humanitarios que mueven su acción, especialmente los de neutralidad, imparcialidad y universalidad. Asimismo, contribuirá a reforzar aún más la cooperación del CICR con la ONU y, en el plano práctico, la posibilidad de dar su opinión sobre cuestiones de su competencia, y de tener acceso no solo a la documentación, sino también a los períodos de sesiones de la Asamblea General de las com isiones, permitirá a los representantes del CICR en las reuniones de las Naciones Unidas en Nueva York, Ginebra y otras panes actuar con más rapidez y de manera más directa ante los actores del escenario internacional.